# Питтодри
«Питтодри» (англ. Pittodrie Stadium) — футбольный стадион в Абердине, Шотландия, домашняя арена футбольного клуба «Абердин». Так же на стадионе периодически играет сборная Шотландии по футболу и несколько раз играла регбийная сборная. Вместимость стадиона — 22199 человек.
Территория нынешнего стадиона располагалась на месте бывших полицейских конюшен, что дало название это местности, которое потом и стало названием стадиона — «Питтодри». Близость к Северному морю принесла стадиону репутацию одного из самых холодных футбольных полей Великобритании. Из-за этого болельщики часто страдают от нападения голодных чаек, которые вырывают у них из рук еду .

## История
Стадион «Питтодри» был построен в 1899-м году для команды «Абердин», которая впоследствии сольётся с «Виктория Юнайтед» и «Ориентом», чтобы образовать нынешний клуб «Абердин». В первой игре на стадион старый «Абердин» разгромил «Дамбартон» 7-1. Новый «Абердин» провёл свой первый матч на стадионе сразу после своего образования в 1903 году и сыграл 1-1 со «Стенхаусмьюиром». Игру посетило всего 8 тысяч человек.
Земля, где находился стадион, была арендована и «Питтодри» полностью перешёл во владение клуба только к 1920-м годам. После этого была построена Главная трибуна, где разместились раздевалки, клубный офис и трофейная комната. Тогда же на стадионе появилась первая современная тренерская скамейка.
В 1954-м году был установлен рекорд посещаемости стадиона. Матч Кубка Шотландии против «Хартс» собрал на трибунах «Питтодри» 45 061 человека. В октябре 1959 года стадион был оборудован прожекторами и в честь этого события «Абердин» провёл товарищеский матч с «Лутон Таун». В 1968-м году Главная трибуна стадиона была перестроена и стала полностью сидячей после чего стадион стали называть просто «Питтодри» вместо «Питтодри Парк».
6 февраля 1971 года случился пожар, который повредил часть стадиона, а пожарные были вынуждены спасать из огня оригинальный Кубок Шотландии, который недавно завоевал клуб и который хранился в офисе. Сгорели офис и раздевалки, была повержена часть часть Главной трибуны.
В 1978-м году «Питтодри» стал всего лишь вторым в Великобритании полностью сидячим стадионом, за десять лет до публикации «Доклада Тейлора». В 1980-х были проведены работы по установке крыши над трибунами. В 1993 году на стадионе была открыта «Трибуна Ричарда Дональда», названная в честь многолетнего председателя «Абердина», она стала единственной двухъярусной трибуной «Питтодри».
К середине 2000-х годов стало очевидным, что «Питтодри» морально устарел и ему необходима серьёзная реконструкция, но неожиданно выяснилось, что из-за различных ограничений это станет возможным только при сокращении итоговой вместимости стадиона до 12 000 мест. В связи с этим было решено построить новую арену, которая соответствовала бы всем современным стандартам и вмещала бы достаточное количество болельщиков.
В сезоне 2004/05 на стадионе так же играл «Инвернесс», т.к. их домашний стадионе не соответствовал требованиям ШПЛ.
С 2016 года «Абердин» не продаёт билет на одно из мест «Питтодри», которое принадлежало многолетнему поклоннику клуба Норману Голди. Он был известен тем, что посещал матчи любимой команды в разных носках в цветах клуба.

## Архитектура стадиона
«Трибуна Ричарда Дональда» (западная) самая большая и доминирующая в ансамбле стадиона. Двухъярусная, она оборудована ложами между ярусами, нижний ярус больше верхнего. На этой трибуне располагаются активные фанаты «Абердина». Остальные три трибуны одноярусные, самая старая из них, Главная, имеет несколько опорных столбов. Противоположная, южная, трибуна консольная и более современная. Угол между южной и восточной трибунами единственный на стадионе оборудован посадочными местами.

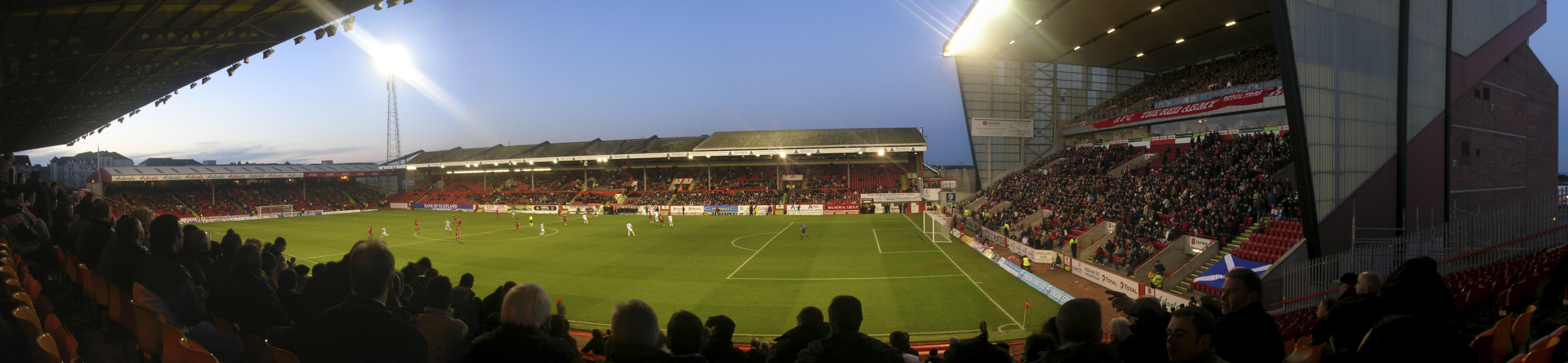
Панорама стадиона

## Матчи сборных

### Футбол
Питтодри стал местом проведения ряда матчей сборной Шотландии. Это были матчи Домашнего Чемпионата в первой половине XX века, несколько матчей отборочного этапа Чемпионатов Мира и Европы и товарищеские игры. Всего сборная Шотландии выиграла здесь десять матчей, дважды играла вничью и три раза проиграла.
| Дата               | Соперник          | Счёт | Статус матча         | Зрители |
| ------------------ | ----------------- | ---- | -------------------- | ------- |
| 3 февраля 1900 г.  | Уэльс             | 5-2  | Домашний чемпионат   | 12500   |
| 12 февраля 1921 г. | Уэльс             | 2-1  | Домашний чемпионат   | 20824   |
| 21 ноября 1935 г.  | Уэльс             | 3-2  | Домашний чемпионат   | 26334   |
| 10 ноября 1937 г.  | Ирландия          | 1-1  | Домашний чемпионат   | 21878   |
| 10 ноября 1971 г.  | Бельгия           | 1-0  | Квалификация Евро-72 | 36500   |
| 16 мая 1990 г.     | Египет            | 1-3  | Товарищеский         | 23000   |
| 2 июня 1993 г      | Эстония           | 3-1  | Квалификация ЧМ-94   | 14307   |
| 8 сентября 1993 г. | Швейцария         | 1-1  | Квалификация ЧМ-94   | 15000   |
| 7 сентября 1997 г. | Беларусь          | 4-1  | Квалификация ЧМ-98   | 20160   |
| 14 октября 1998 г. | Фарерские острова | 2-1  | Квалификация Евро-00 | 18517   |
| 17 апреля 2002 г.  | Нигерия           | 1-2  | Товарищеский         | 20465   |
| 22 августа 2007 г. | Южная Африка      | 1-0  | Товарищеский         | 13723   |
| 16 ноября 2010 г.  | Фарерские острова | 3-0  | Товарищеский         | 15064   |
| 6 февраля 2013 г.  | Эстония           | 1-0  | Товарищеский         | 16102   |
| 9 ноября 2017 г.   | Нидерланды        | 0-1  | Товарищеский         | 17883   |

Источник: Scottish F.A., 

### Регби
Так же на стадионе несколько раз играла сборная Шотландии по регби.
| Дата              | Соперник   | Счёт  | Статус матча | Зрители |
| ----------------- | ---------- | ----- | ------------ | ------- |
| 24 мая 2005 г.    | Барбарианс | 38-9  | Тест         |         |
| 22 ноября 2008 г. | Канада     | 41-0  | Тест         | 18000   |
| 27 ноября 2010 г. | Самоа      | 19-16 | Тест         |         |
| 24 ноября 2014 г. | Тонга      | 15-21 | Тест         | 20306   |